# Радичев гроб у Јабланици
Радичев гроб у Јабланици (Општина Горњи Милановац) налази се у непосредној близини спомен-чесме испод школе у Јабланици.
Омањи споменик подигнут је на ливади, лево од путање ка Обрадовића воденици. По локалном предању, на овом месту страдао је и сахрањен извесни Радич, који је ту "убијен пиштољем кроз рупу на воденичким брвнима због неке жене".

## Опис
Надгробник је облика крста, димензија 50х36х20 cm. Исклесан је од жућкастог пешчара. На предњој страни уклесана су три рељефна крста, један у другом. Полеђина и бочне стране споменика су без уреза. На споменику нема никаквих писаних података о покојнику. Споменик је у релативно добром стању, осим што је оштећен при врху и прекривен лишајем.